# Jonny Clayton
Jonny Clayton (* 4. října 1974 Llanelli) je velšský profesionální šipkař, který hraje na turnajích organizace PDC. Samostatně dokázal čtyřikrát ovládnout major turnaje a spolu s Gerwynem Pricem v letech 2020 a 2023 získali titul na PDC World Cup of Darts. Jeho prvním samostatným vítězstvím byl titul na Masters v roce 2021, díky čemuž se kvalifikoval do Premier League Darts, kterou také vyhrál.

## Kariéra

### 2015
Clayton se stal členem PDC poté, co na začátku roku získal profesionální kartu díky vítězství na PDC Q-School. Mezi jeho úspěchy patřilo čtvrtfinále na 6. turnaji Players Championship a postup přes kvalifikační kola na Grand Slam of Darts, kde ale skončil ve skupině poslední.

### 2016
V březnu si zahrál na UK Open, ale ve druhém kole ho porazil 6–3 James Wilson. Na 8. turnaji Players Championship opět došel do čtvrtfinále, na 12. turnaji dokonce prošel až do semifinále, kde ale jeho zápas skončil debaklem, Gary Anderson ho porazil 6–0. V tomto roce získal titul na menším turnaji Worthingtons Darts Champion of Champions. S Darrenem Websterem prohrál 3–6 v prvním kole Players Championship Finals.

### 2017
V roce 2017 si Clayton odbyl premiéru na mistrovství světa, v prvním kole porazil Gerwyna Price 3–1. Ve druhém kole ale nestačil na Iana Whita a prohrál 1–4.
Clayton získal svůj první hodnocený titul díky vítězství na 22. turnaji Players Championship poté, co ve finále zdolal Jamese Wilsona 6–1. Své první velké finále si zahrál na Players Championship Finals, porazil Jeffreyho de Graafa, Gerwyna Price, Stephena Buntinga, Steva Beatona a nasazenou jedničku Roba Crosse. Nestačil pouze na Michaela van Gerwena, se kterým prohrál 2–11.

### 2018
Díky finálové účasti na konci předchozího roku se dostal mezi 32 nejlepších hráčů v organizaci a na mistrovství světa tak byl mezi nasazenými. Vypadl ale hned v prvním kole jednoznačně 3–0.
V tomto roce dokázal ovládnout turnaj v Rakousku, ve finále porazil Gerwyna Price 8–5. Stal se tak prvním Velšanem, který dokázal vyhrát turnaj kategorie PDC European Tour. Mezi jeho další úspěchy se řadí 3 čtvrtfinálové účasti na významných turnajích, jmenovitě Grand Slam of Darts, Players Championship Finals a World Cup of Darts.

### 2019
V roce 2019 se Claytonovi příliš nedařilo, vyhrál pouze na 10. turnaji Players Championship, když ve finále porazil Gabriela Clemense 8–4 a získal tak svůj 3. titul na hodnocených turnajích. Na hlavních turnajích došel jen do jednoho čtvrtfinále, a to na World Series of Darts Finals.

### 2020
V upraveném formátu Premier League byl zvolen jedním z vyzyvatelů, v Cardiffu podlehl Michaelu Smithovi 1–7. Na Masters porazil v prvním kole světovou jedničku Michaela van Gerwena 10–6 a jeho cesta vedla až do čtvrtfinále. Ještě úspěšnější byl na UK Open a na mistrovství Evropy, na obou turnajích došel do semifinále. Hlavním úspěchem pro Claytona byl ale titul na prestižním PDC World Cup of Darts, kde po boku Gerwyna Price došel až do finále, kde porazili Roba Crosse a Michaela Smithe 3–0.

### 2021

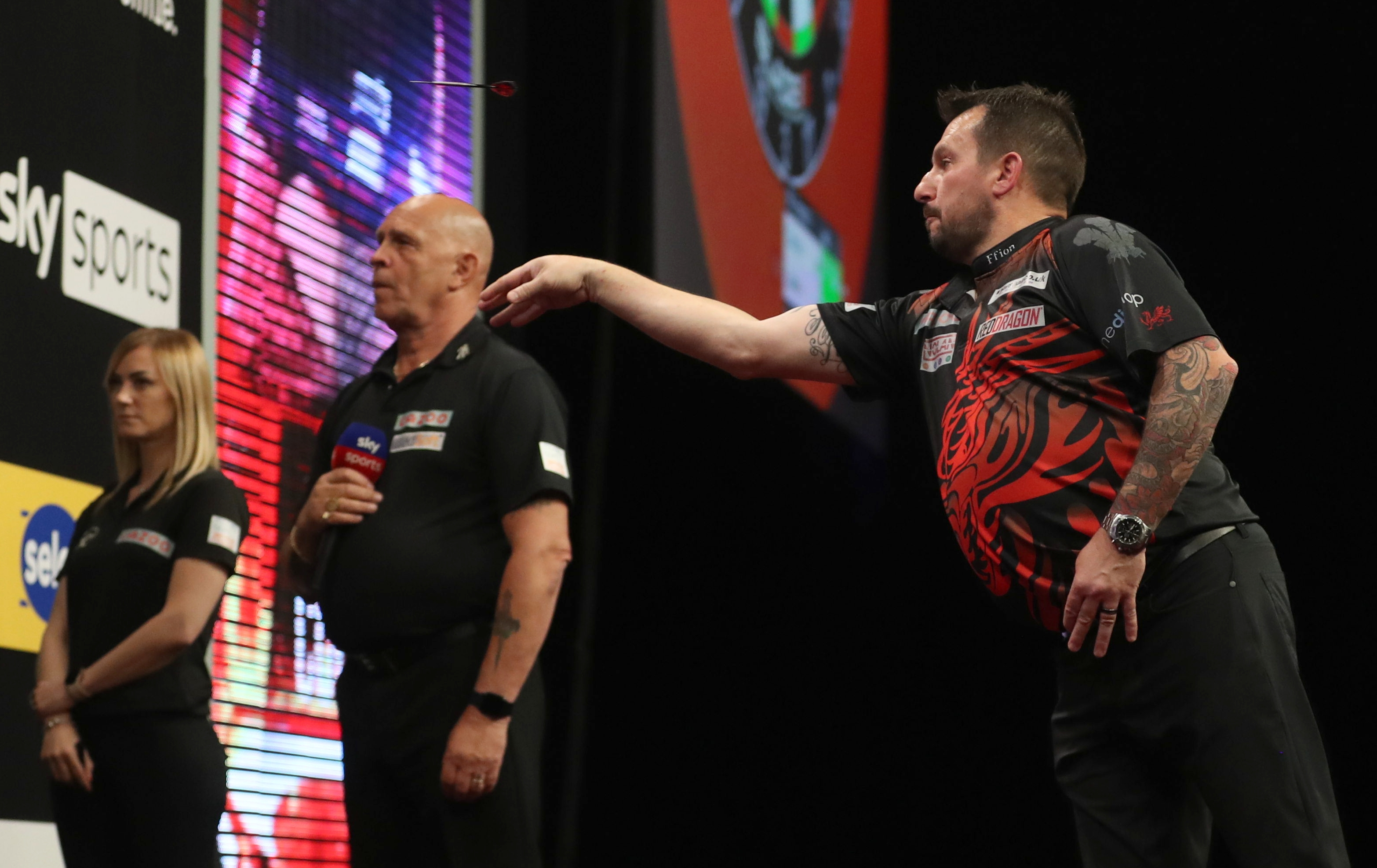
Jonny Clayton (2022)

Na Masters navázal na dobrý výsledek z předchozího roku, tentokrát ale nenašel ani jednoho přemožitele. Postupně porazil Josého de Sousu, Michaela van Gerwena, Jamese Wadea, Petera Wrighta a Mervyna Kinga. Díky finálové výhře 11–8 získal svůj první hlavní televizní turnaj. V zápase proti Wadeovi navíc potřeboval na zavření 10 legů jen 11 šipek, s úspěšností zavírání 90,91 % tak stanovil nový světový rekord.
Po vítězství na Masters byl Clayton zvolen jedním z účastníku Premier League. Během třetího večera na turnaji úspěšně zakončil leg devítkou. Po pátém večeru byl na čele tabulky, o tři zápasy později se ale ocitl až na 8. místě, nakonec ale postoupil do play off, a to z posledního, 4. místa. V play off porazil v semifinále Michaela van Gerwena 10–8 a ve finále Josého de Sousu 11–5. Stal se tak prvním vítězem turnaje původem z Walesu a také prvním hráčem, který získal titul poté, co v ligové fázi skončil až čtvrtý.
V mimořádně úspěšné sezóně pokračoval také na turnaji World Grand Prix. Cestou do finále ztratil jen čtyři sety a o titul se utkal se svým reprezentačním partnerem Gerwynem Pricem, který se do finále rovněž probojoval hladce se ztrátou jen tří setů. Rozhodující zápas ale jednoznačně ovládl Clayton a svůj třetí titul v sezóně získal poměrem 5–1. Jen o několik dní později dokázal Clayton vyhrát také World Series of Darts Finals.

## Výsledky na mistrovství světa

### PDC
- 2017: Druhé kolo (porazil ho Ian White 1–4)
- 2018: První kolo (porazil ho Jamie Lewis 0–3)
- 2019: Druhé kolo (porazil ho Dimitri Van den Bergh 1–3)
- 2020: Třetí kolo (porazil ho Stephen Bunting 0–4)
- 2021: Třetí kolo (porazil ho Joe Cullen 3–4)
- 2022: Osmifinále (porazil ho Michael Smith 3–4)
- 2023: Čtvrtfinále (porazil ho Dimitri Van den Bergh 3–5)
- 2024: Osmifinále (porazil ho Rob Cross 0–4)
- 2025: Osmifinále (porazil ho Gerwyn Price 2–4)

## Finálové zápasy

### Major turnaje PDC: 7 (4 tituly)
| Legenda                            |
| ---------------------------------- |
| World Matchplay (0–1)              |
| World Grand Prix (1–0)             |
| Premier League (1–0)               |
| World Masters (1–1)                |
| Players Championship Finals (0–1)  |
| World Series of Darts Finals (1–0) |

| Výsledek  | No. | Rok  | Turnaj                       | Soupeř                | Skóre    |
| --------- | --- | ---- | ---------------------------- | --------------------- | -------- |
| Finalista | 1.  | 2017 | Players Championship Finals  | Michael van Gerwen    | 2–11 (l) |
| Vítěz     | 1.  | 2021 | The Masters                  | Mervyn King           | 11–8 (l) |
| Vítěz     | 2.  | 2021 | Premier League               | José de Sousa         | 11–5 (l) |
| Vítěz     | 3.  | 2021 | World Grand Prix             | Gerwyn Price          | 5–1 (s)  |
| Vítěz     | 4.  | 2021 | World Series of Darts Finals | Dimitri Van den Bergh | 11–6 (l) |
| Finalista | 2.  | 2023 | World Matchplay              | Nathan Aspinall       | 6–18 (l) |
| Finalista | 3.  | 2025 | World Masters                | Luke Humphries        | 5-6 (s)  |

### Světová série PDC: 2 (1 titul)
| Legenda                     |
| --------------------------- |
| World Series of Darts (1–1) |

| Výsledek  | No. | Rok  | Turnaj                        | Soupeř       | Skóre   |
| --------- | --- | ---- | ----------------------------- | ------------ | ------- |
| Vítěz     | 1.  | 2022 | New South Wales Darts Masters | James Wade   | 8–1 (l) |
| Finalista | 1.  | 2022 | New Zealand Darts Masters     | Gerwyn Price | 4–8 (l) |

### Týmové turnaje PDC: 4 (2 tituly)
| Výsledek  | No. | Rok  | Turnaj             | Tým   | Spoluhráč    | Soupeři                                  | Skóre    |
| --------- | --- | ---- | ------------------ | ----- | ------------ | ---------------------------------------- | -------- |
| Vítěz     | 1.  | 2020 | World Cup of Darts | Wales | Gerwyn Price | Anglie – Michael Smith a Rob Cross       | 3–0 (z)  |
| Finalista | 1.  | 2022 | World Cup of Darts | Wales | Gerwyn Price | Austrálie – Damon Heta a Simon Whitlock  | 1–3 (z)  |
| Vítěz     | 2.  | 2023 | World Cup of Darts | Wales | Gerwyn Price | Skotsko – Peter Wright a Gary Anderson   | 10–2 (l) |
| Finalista | 2.  | 2025 | World Cup of Darts | Wales | Gerwyn Price | Severní Irsko – Josh Rock a Daryl Gurney | 9–10 (l) |

## Výsledky na turnajích

### PDC
| Turnaj                          | 2015              | 2016              | 2017              | 2018              | 2019           | 2020           | 2021 | 2022 | 2023 | 2024 | 2025 |
| ------------------------------- | ----------------- | ----------------- | ----------------- | ----------------- | -------------- | -------------- | ---- | ---- | ---- | ---- | ---- |
| Hodnocené televizní turnaje     |                   |                   |                   |                   |                |                |      |      |      |      |      |
| Mistrovství světa               | DNQ               | DNQ               | 2R                | 1R                | 2R             | 3R             | 3R   | 4R   | QF   | 4R   | 4R   |
| World Masters                   | Nekvalifikoval se | Nekvalifikoval se | Nekvalifikoval se | Nekvalifikoval se | 1R             | QF             | W    | SF   | QF   | 1R   | F    |
| UK Open                         | 1R                | 2R                | 3R                | 4R                | 5R             | SF             | 6R   | 6R   | 6R   | 6R   | SF   |
| World Matchplay                 | Nekvalifikoval se | Nekvalifikoval se | Nekvalifikoval se | 1R                | 1R             | 1R             | 2R   | 1R   | F    | 2R   |      |
| World Grand Prix                | Nekvalifikoval se | Nekvalifikoval se | Nekvalifikoval se | 1R                | 1R             | 2R             | W    | 2R   | 1R   | QF   |      |
| Mistrovství Evropy              | DNQ               | DNQ               | 2R                | 1R                | 2R             | SF             | DNQ  | 2R   | 1R   | 2R   |      |
| Grand Slam of Darts             | RR                | DNQ               | DNQ               | QF                | DNQ            | 2R             | QF   | 2R   | RR   | DNQ  |      |
| Players Championship Finals     | DNQ               | 1R                | F                 | QF                | 1R             | 2R             | SF   | SF   | 2R   | 1R   |      |
| Nehodnocené televizní turnaje   |                   |                   |                   |                   |                |                |      |      |      |      |      |
| Premier League Darts            | Nezúčastnil se    | Nezúčastnil se    | Nezúčastnil se    | Nezúčastnil se    | Nezúčastnil se | Nezúčastnil se | W    | SF   | SF   | DNP  |      |
| World Cup of Darts              | Nezúčastnil se    | Nezúčastnil se    | Nezúčastnil se    | QF                | 1R             | W              | SF   | F    | W    | 2R   | F    |
| World Series of Darts Finals    | DNQ               | DNQ               | 1R                | DNQ               | QF             | DNQ            | W    | SF   | 2R   | 1R   |      |
| Statistika                      |                   |                   |                   |                   |                |                |      |      |      |      |      |
| Pořadí v žebříčku na konci roku | 74                | 60                | 31                | 15                | 16             | 17             | 8    | 7    | 9    | 7    |      |

| Legenda | Legenda | Legenda | Legenda        | Legenda | Legenda           | Legenda | Legenda     | Legenda | Legenda |
| ------- | ------- | ------- | -------------- | ------- | ----------------- | ------- | ----------- | ------- | ------- |
| #R      | kolo    | QF      | čtvrtfinále    | SF      | semifinále        | F       | finalista   | W       | vítěz   |
| RR      | skupina | DNP     | nezúčastnil se | DNQ     | nekvalifikoval se | NH      | nekonalo se | C       | zrušeno |

## Zakončení devíti šipkami
Seznam televizních zakončení legů devítkou, tedy nejnižším možným množstvím šipek.
| Datum          | Soupeř        | Turnaj               | Způsob                          |
| -------------- | ------------- | -------------------- | ------------------------------- |
| 7. března 2020 | Chris Dobey   | UK Open              | 3 × T20; 3 × T20; T20, T19, D12 |
| 7. dubna 2021  | José de Sousa | Premier League Darts | 3 × T20; 3 × T20; T20, T19, D12 |